# Pentti Leino
Pentti Antero Leino, född 17 april 1942 i Uleåborg, är en finländsk språkvetare.
Leino blev filosofie doktor 1971. Han var 1971–1973 docent och 1973–1983 biträdande professor i finska språket vid Helsingfors universitet samt blev 1983 professor i ämnet.
Metrik, syntax och kognitiv semantik är huvudteman i Leinos forskning i finska språket. I två monografier som öppnat nya vägar inom metriken (Kieli, runo ja mitta 1982, engelsk översättning Language and metre, 1986) behandlar han ingående förhållandet mellan poetisk meter och språk i ljuset av tidig finsk 1900-tals poesi. Inom den kognitiva semantiken har Leino studerat finskans lokalkasus och analyserat polysemi. 